# Rodrigo Pastore
Rodrigo Augusto Pastore (Buenos Aires, 16 settembre 1972) è un ex cestista e allenatore di pallacanestro argentino con cittadinanza italiana.

## Palmarès

### Giocatore
- Campionato svizzero: 1

Lugano Tigers: 2005-06
- LNB: 1

SAV Vacallo: 2006-07

### Allenatore
- Campionato svizzero: 1

SAV Vacallo: 2008-09
- Coppa di Svizzera: 2

SAV Vacallo: 2008, 2009
- LNB: 1

SAV Vacallo: 2006-07
- 2.Bundesliga ProA: 1

Chemnitz: 2019-20
- FIBA Europe Cup: 1

Chemnitz: 2023-2024

#### Individuale
- Basketball-Bundesliga Allenatore dell'anno: 1

Chemnitz: 2023-2024